# 明報出版社
明報出版社，是世界華文媒體旗下一家圖書出版公司，於1986年成立。明報出版社以出版政治、經濟、歷史及學術專題的叢書為主，後來也出版大型圖書及畫冊。明報出版社並取得金庸武俠小說郵購代理及華寶齋線裝書的香港獨家代理權。其總部位於柴灣嘉業街18號明報工業中心。

## 外部連結
- 明報出版社 （页面存档备份，存于）
- 明報出版社的Facebook專頁